# Chouilly
Chouilly is een gemeente in het Franse departement Marne (regio Grand Est). De plaats maakt deel uit van het arrondissement Épernay. Chouilly telde op 1 januari 2022 1.062 inwoners.
De gemeente staat op de lijst van grand cru-gemeenten van de Champagne. Dat betekent dat alle druiven uit de wijngaarden binnen deze gemeente, ongeacht de bodem en de ligging, een "grand cru" champagne leveren.

## Geografie
De oppervlakte van Chouilly bedroeg op 1 januari 2022 16,12 vierkante kilometer; de bevolkingsdichtheid was toen 65,9 inwoners per km².

## Demografie
Onderstaande figuur toont het verloop van het inwonertal (bron: INSEE-tellingen).